# Девеселу
Девеселу (рум. Deveselu) — село у повіті Олт в Румунії. Входить до складу комуни Девеселу.
Село розташоване на відстані 142 км на захід від Бухареста, 41 км на південь від Слатіни, 54 км на південний схід від Крайови.

## Населення
За даними перепису населення 2002 року у селі проживали 2094 особи. Рідною мовою 2093 особи (> 99,9%) назвали румунську.
Національний склад населення села:
| Національність | Кількість осіб | Відсоток |
| -------------- | -------------- | -------- |
| румуни         | 2086           | 99,6%    |
| цигани         | 7              | 0,3%     |